# Jais

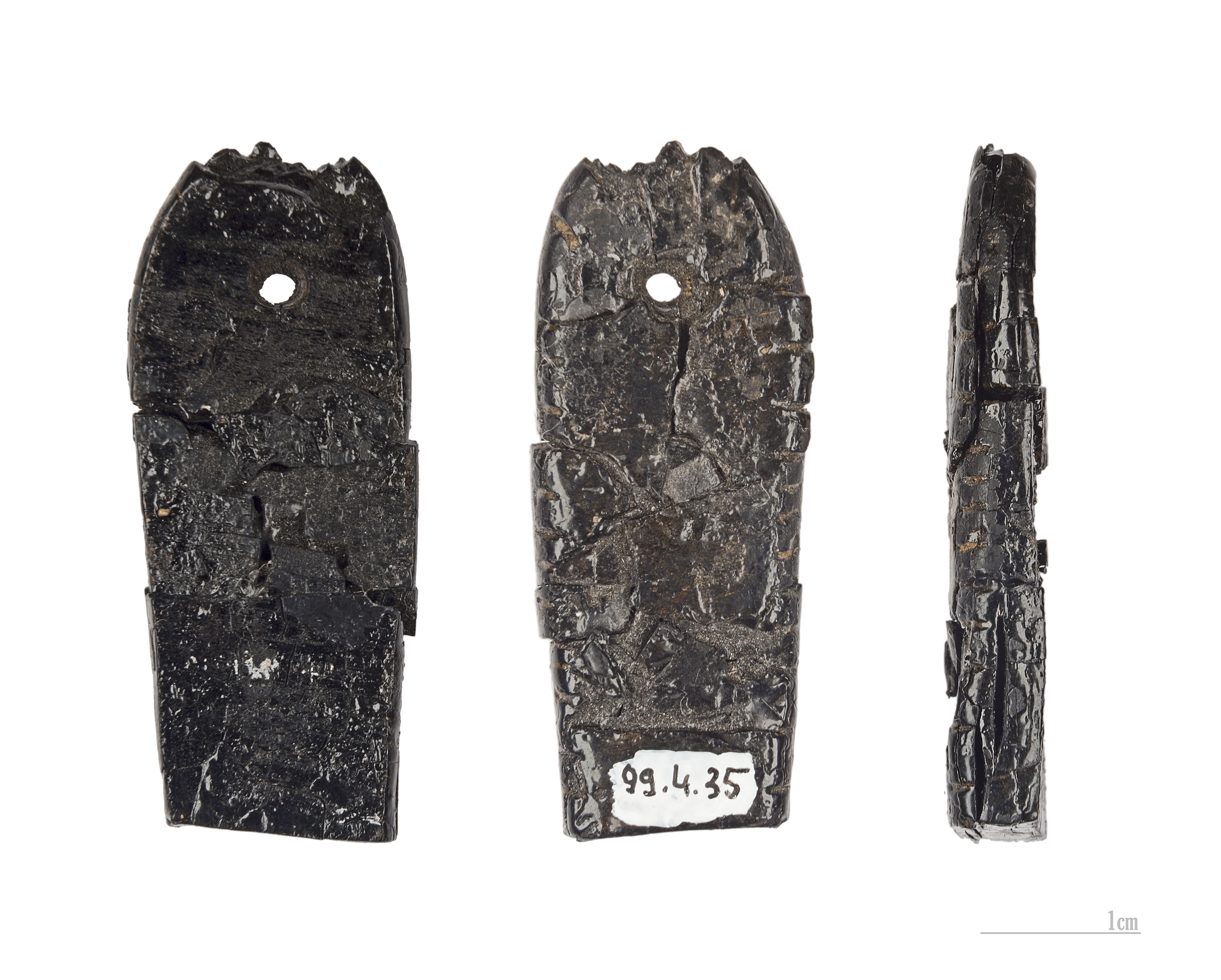
Pendeloque en jais du Magdalénien - Grotte de Marsoulas, MHNT.

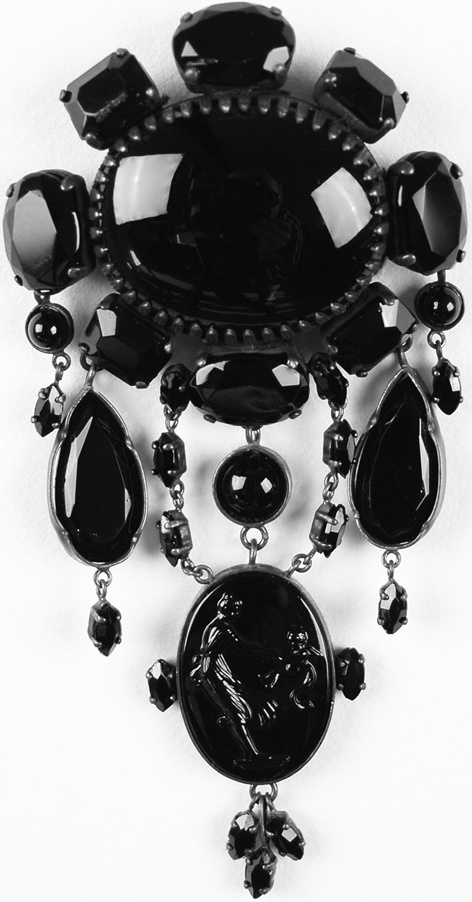
Parure de deuil.

Le jais (du latin gagâtes, pierre de Gages, en Lycie) est une gemme fossile formée par l'interaction chimique à température et pression élevées d'une eau saumâtre avec une roche sédimentaire riche en matière organique provenant  des restes fossilisés de plantes. Cette variété de lignite fossile, combustible, dure, d'aspect compact, vitreux et d'un noir brillant, est susceptible d'être traitée comme une pierre fine, taillée à facettes et polie ; elle sert notamment à la confection de bijoux, de parures de deuil, de garnitures de passementerie, d'ouvrages de tabletterie.
Le « jais » ou « noir de jais » désigne par tradition un noir brillant, souvent à reflets bleu métallique, ce terme sert à décrire le plumage des corbeaux et les chevelures d'un noir très sombre.
Le jais est un matériau amorphe ; son indice de réfraction est d'environ 1,66.
Sa densité est d'environ 1,3 (par rapport à l'eau), et son éclat est cireux à vitreux.
Il dégage une odeur caractéristique de charbon brûlé lorsqu'on y applique une aiguille chauffée au rouge.
Son trait est brun, ce qui peut le distinguer de ses imitations.
Aux XVIIe et XVIIIe siècles principalement, le travail du jais constitue l'une des activités artisanales et industrielles dominantes du pays d'Olmes, dans le département français de l'Ariège, où plusieurs « moulins à jayet » fonctionnent grâce à l'énergie hydraulique.

## Jais artificiel
Contenant le mot « jais », les bijoux en « jais de Paris » ou « jais français » sont des produits faits en verre : « verre noir obtenu avec un mélange d'oxyde de cuivre, de cobalt et de fer » . Le véritable jais laisse une trace marron foncé, presque noire sur une surface rugueuse alors que le verre et les autres imitations laissent une trace blanche. Il y a aussi dans les commerces un faux jais, plus moderne n'ayant pas les propriétés du jais de qualité.